# Magnoliengewächse
Die Magnoliengewächse (Magnoliaceae) sind eine Familie der Bedecktsamigen Pflanzen (Angiospermen). Sie umfasst zwei Gattungen mit etwa 227 Arten.

## Beschreibung
Magnoliengewächse sind verholzende Pflanzen: Bäume oder Sträucher. Sie sind immergrün oder laubabwerfend. Die wechselständigen und spiralig angeordneten Laubblätter sind gestielt, groß und einfach. Die Blattspreite ist einfach oder gelappt. Sie besitzen große Nebenblätter.
Die Blüten stehen meist einzeln end- oder achselständig. Die gestielten Blüten sind zwittrig (selten eingeschlechtig) und oft groß und prächtig. Anders als die meisten Bedecktsamigen Pflanzen, deren Blütenteile wirtelig angeordnet sind, stehen bei den Magnoliengewächsen alle Blütenblätter (s. l.), also die Blütenhüll-, die Staub- und Fruchtblätter spiralig an der Blütenachse, azyklisch angeordnet und meist in Vielzahl (mehr als je sechs). Die meist vielen freien und oberständigen Fruchtblätter enthalten meist zwei, selten bis 20 Samenanlagen. Als Früchte werden Balg- oder Hülsenfrüchte gebildet, die spiralig in zapfenförmigen Samenständen stehen. Da diese Anordnung auch bei frühen fossilen Bedecktsamern gefunden wird, gelten die Pflanzen dieser Familie als entwicklungsgeschichtlich alt (oder primitiv). Die Bestäubung erfolgt meist durch Käfer.
Blütenformel:  {\displaystyle \star \;K_{3}\;C_{3+3}\;}  {\displaystyle \;A_{\infty }\;G_{\underline {\infty }}} oder  {\displaystyle \ P_{\infty }\;A_{\infty }\;G_{\infty }}.

## Verbreitung
Diese Pflanzenfamilie ist in Amerika und Ostasien verbreitet. Die überwiegende Zahl der Arten wächst in den gemäßigten und tropischen Zonen Südostasiens, vom Himalaja ostwärts bis nach Japan und südostwärts über die malaiische Inselgruppe bis nach Neuguinea und Neubritannien. Die übrigen Arten sind in den gemäßigten südöstlichen Teilen Nordamerikas über das tropische Südamerika bis nach Brasilien verbreitet.

## Systematik
Die Systematik der Familie Magnoliaceae wird kontrovers diskutiert (siehe AGP-Website und Literatur unten). Dabei wurde vorgeschlagen, dass es zwei Unterfamilien gibt. Die Unterfamilie Liriodendroidae mit der einzigen Gattung Liriodendron und die Unterfamilie Magnolioideae. Die Unterfamilie Magnolioideae enthält nach Meinung einiger Autoren die einzige, umfangreiche Gattung Magnolia oder nach Meinung besonders chinesischer Autoren (siehe Flora of China 2008) bis zu 16 kleine Gattungen.
Die Liriodendraceae stellten früher eine eigenständige Familie dar, deren zwei Arten jetzt den Magnoliengewächsen zugeordnet werden.
In der Familie Magnoliaceae gibt es nur zwei Gattungen (Darstellung nach beispielsweise Hans P. Nooteboom) mit etwa 297 Arten:
- Magnolien (Magnolia L.): Mit etwa 295 Arten.
- Tulpenbäume (Liriodendron L.): Sie enthält nur zwei Arten.